# تسوباسا شيبويا
تسوباسا شيبويا (باليابانية: 渋谷 飛翔) (27 يناير 1995 في طوكيو في اليابان – )؛ هو لاعب كرة قدم ياباني سابق كان يلعب كحارس مرمى.

## وصلات خارجية
- تسوباسا شيبويا على موقع رابطة كرة القدم اليابانية للمحترفين (اليابانية)
- تسوباسا شيبويا على موقع قاعدة بيانات كرة القدم.إي يو (الإنجليزية)
- تسوباسا شيبويا على موقع Soccerway.com (الإنجليزية)
- تسوباسا شيبويا على موقع عالم كرة القدم.نت (الإنجليزية)